# Cadillac Type 51
Der Cadillac Type 51 ist ein 1914/15 gebautes Modell des US-amerikanischen Autoherstellers Cadillac mit V8-Motor.
Die konstruktiv verwandten Nachfolgemodelle des Type 51 hörten auf die Bezeichnungen:
- Type 53 (Modelljahre 1916)
- Type 55 (Modelljahre 1917)
- Type 57 (Modelljahre 1918/19)
- Type 59 (Modelljahre 1920/21)
- Type 61 (Modelljahre 1922/23)

## Type 51 (Modelljahr 1915)
Im September 1914 präsentierte Cadillac als Nachfolger der auf dem Model Thirty basierenden Modelle den neuen Type 51 mit V8-Maschine. Zugleich erfolgte die Umstellung von Rechts- auf Linkslenkung.
Auf einem Leiterrahmen mit einem Radstand von 310 cm bot Cadillac 9 verschiedene Aufbauten an, vom zweisitzigen Roadster über den fünf- bis siebenplätzigen Tourenwagen bis zum geschlossenen Imperial Sedan mit 7 Plätzen. Angetrieben wurden alle diese Ausführungen von einem neuen 5,15 Liter großen, 4,25:1 verdichteten 90°-V8-Motor (Bohrung × Hub: 79,4 × 130,2 mm) mit Wasserkühlung, paarweise gegossenen Zylindern, Aluminium-Kupfer-Motorblock und stehenden Ventilen. Die Kraftübertragung besorgte ein Dreiganggetriebe.

## Type 53 (Modelljahr 1916)
Bereits im Juli 1915 führte Cadillac den Type 53 des Modelljahrgangs 1916 ein, der sich durch eine leicht geänderte Karosserie auszeichnete. Erstmals bot das Werk zudem Sonderaufbauten (Kranken- und Leichenwagen und Polizei-Streifenwagen) auf einem speziellen, verlängerten Chassis an (Radstand 368 cm), Vorläufer der sehr viel späteren Commercial Chassis-Modelle.

## Type 55 (Modelljahr 1917)
Im August 1916 ging der Type 55 des Jahrgangs 1917 in den Verkauf. Wieder gab es kleinere Änderungen an den Aufbauten; bei einigen Modellen stand die Windschutzscheibe nicht mehr senkrecht, sondern erstmals leicht nach hinten geneigt. Der Rahmen wurde überarbeitet und im Radstand auf 317,5 cm verlängert und erhielt zwei zusätzliche Querrohre, der Motor geänderte Kolben mit größeren Ölrücklauföffnungen. Die Limousinenmodelle besaßen von nun an einen Radstand von 132 Zoll (335,3 cm).

## Type 57 (Modelljahre 1918/19)

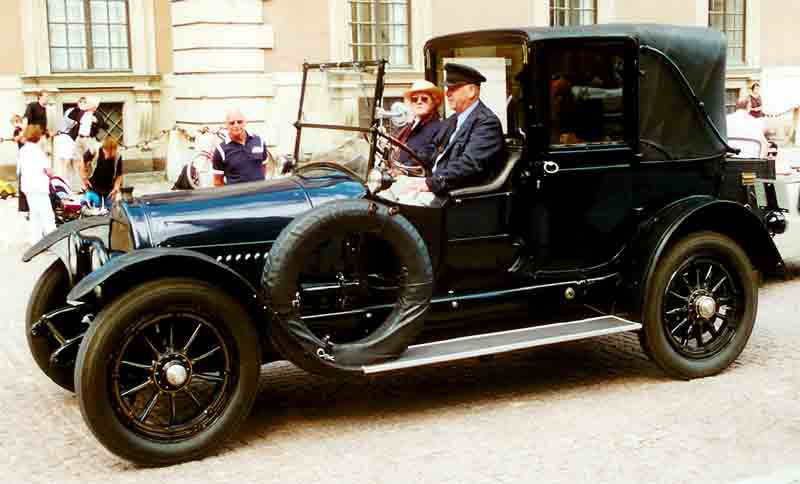
Cadillac Typ 57 Landaulet, 1917, $ 3910

Der Type 57 erhielt ein komplett neues Dreiganggetriebe und eine geänderte Motorhaube mit je 9 seitlichen Luftaustritten, der V8 neue Leichtbaukolben und abnehmbare Zylinderköpfe. Das reguläre Modellprogramm schwoll auf 17 verschiedene Varianten an, vom zweisitzigen Roadster bis zur „US Government Limousine“ für Repräsentanten der Bundesregierung und einen Suburban genannten Siebensitzer auf dem überlangen Radstand der Sonderaufbauten. 1919 sank das Modellangebot auf 14 Varianten; unter anderem der Sonderaufbau Leichenwagen wurde zu Grabe getragen.

## Type 59 (Modelljahre 1920/21)
Beim Type 59 waren wiederum kleinere Änderungen an Karosserien und Technik zu verzeichnen; das Modellangebot dieser in drei Serien gefertigten Baureihe schrumpfte auf zehn Versionen zusammen.

## Type 61 (Modelljahre 1922/23)
Auch vom Type 61, der nur mehr mit dem mittleren Radstand von 335,3 cm angeboten wurde, gab es drei leicht voneinander unterschiedliche Baureihen. Allen gemein war eine höhere Motorhaube aus Aluminium, Scheibenwaschanlage und Innenrückspiegel.
Im September 1923 wurde die Type 51/61-Baureihe durch den V-63 abgelöst; bis dahin waren vom ersten Cadillac-Achtzylinder in Summe 160.033 Exemplare entstanden.
| Modell  | Bauzeit | Hubraum (cm³) | Leistung (PS) | Radstand (cm) | Länge (cm) | Leergewicht (kg) | Preis (US-$) | Stückzahl |
| ------- | ------- | ------------- | ------------- | ------------- | ---------- | ---------------- | ------------ | --------- |
| Type 51 | 1915    | 5155          | 60            | 309,9         | unbekannt  | unbekannt        | 1975–3600    | 13.002    |
| Type 53 | 1916    | 5155          | 60            | 309,9–368,3   | unbekannt  | unbekannt        | 2080–3880    | 18.004    |
| Type 55 | 1917    | 5155          | 60            | 317,5–368,3   | unbekannt  | unbekannt        | 2240–4040    | 18.002    |
| Type 57 | 1918–19 | 5155          | 60            | 317,5–368,3   | unbekannt  | unbekannt        | 2590–4685    | 45.146    |
| Type 59 | 1920–21 | 5155          | 60            | 317,5–368,3   | unbekannt  | unbekannt        | 3740–5690    | 24.878    |
| Type 61 | 1922–23 | 5155          | 60            | 335,3         | unbekannt  | unbekannt        | 2885–5390    | 41.001    |